# 볼라리스 항공
볼라리스 항공(영어: Volaris)는 멕시코의 저비용 항공사로 VCA 그룹(스페인어: Vuela Compañia de Aviación)이 소유하고 있다. 멕시코시티 국제공항, 티후아나 국제공항, 미겔 이달고 이 코스티야 국제공항이 허브 공항으로 2004년에 설립되어 멕시코의 저비용 항공사 중에서 인터제트 다음으로 규모가 큰 편에 속한다.

## 역사
2005년에 설립되어 2006년 3월에 톨루카에서 티후아나간 운항을 시작했다.
세계 최대의 스페인 미디어 그룹인 테레비사와 엘살바도르의 항공사 TACA 항공을 비롯해 세계적인 백만장인 카를로스 슬림헬 보험 회사를 비롯해 여러 대기업에서 출자를 받고 있다.
2009년에는 미국의 저비용 항공사인 사우스 웨스트 항공과 코드쉐어 협정을 체결했다.
창업 이래 발착 범위가 적고 사용료가 비싸다는 이유로 멕시코시티 국제공항에 취항하지 않았다. 그러나 2010년 9월에 멕시코 2위의 항공사였던 멕시카나 항공이 운항이 중단되면서 공항의 발착 범위에 약간의 여유가 생기면서 멕시코시티 국제공항에 취항을 시작했다.

## 서비스
일반 저비용 항공사와 달리, 청량 음료, 음식, 술의 기내 서비스가 제공된다. 이 회사의 스폰서에서 제공했으며 또한 기내 잡지인 "V"도 제공된다.
특징적인 서비스는 정시 도착 보장 제도가 있다. 그것은 회사의 사정으로 운항이 30분 이상 지연되는 경우는 다음 이용시 어떤 취항지 사이에서 사용할 무료 항공권을 받을 수 있는 제도가 있다. 또한 체크인에 10분 이상 걸린 경우에 할인 쿠폰을 받을 수 있다.
현재 유로로 전환되기 이전에 멕시코시티에서 톨루카까지 무료로 셔틀버스도 운행한 적이 있었다.

## 보유 기종
- 2020년 1월 기준으로 볼라리스 항공은 다음과 같이 보유하고 있으며 평균 기령은 4.3년이다.[1]

## 같이 보기
- 저비용 항공사 목록

## 사진

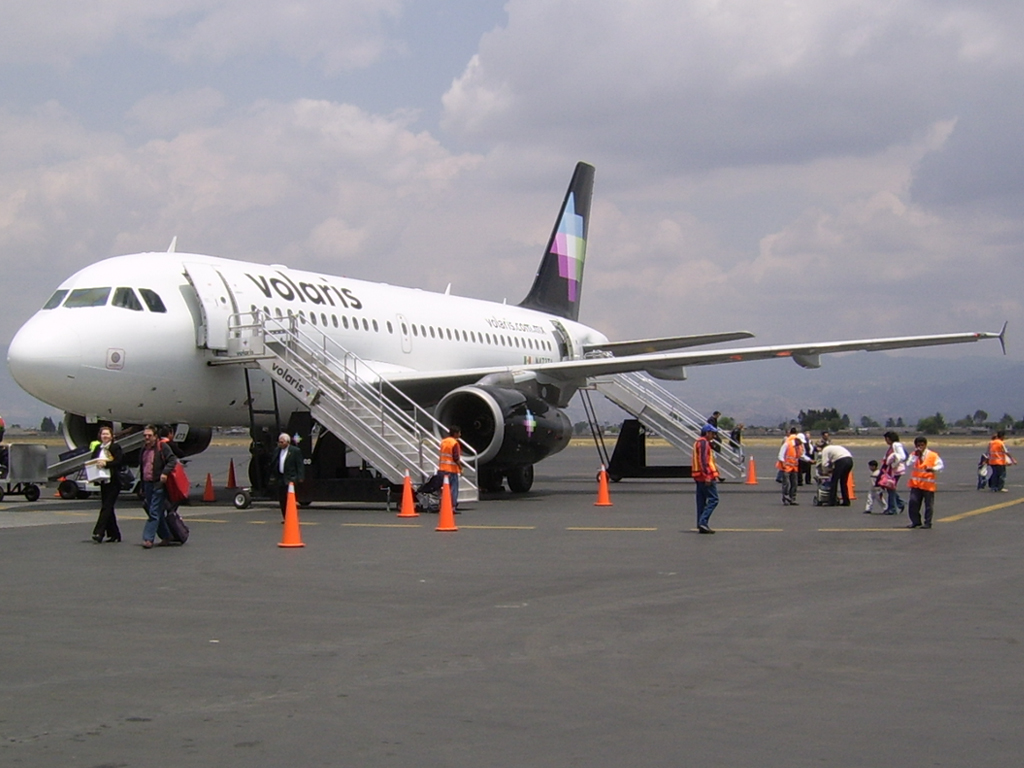
볼라리스 항공의 에어버스 A319-100
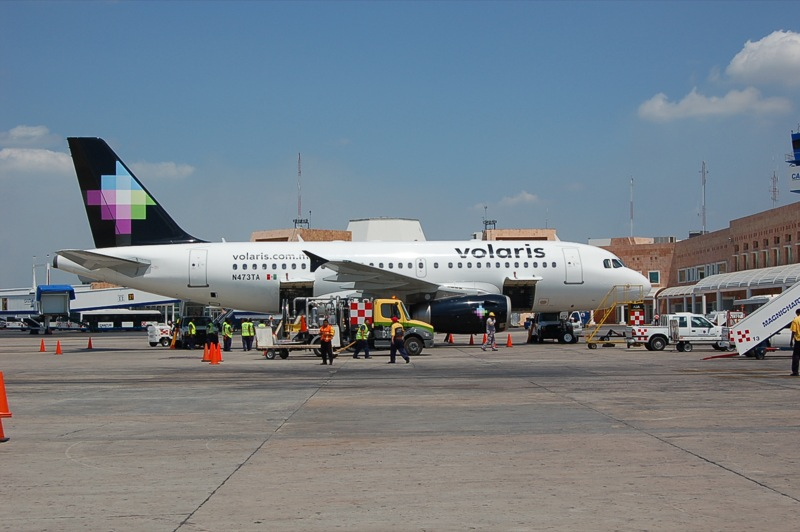
볼라리스 항공의 에어버스 A319-100
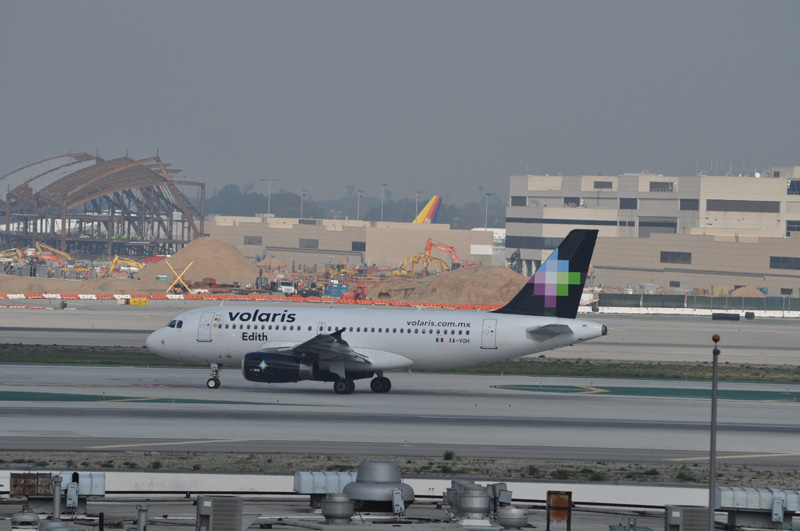
볼라리스 항공의 에어버스 A319-100